# 三里古墳
三里古墳（みさとこふん）は、奈良県生駒郡平群町三里にある古墳。形状は前方後円墳または円墳。奈良県指定史跡に指定され、出土品は奈良県指定有形文化財に指定されている。

## 概要
奈良県西部、平群谷左岸の矢田丘陵から延びる支尾根上に築造された古墳である。これまでに墳丘は大きく削平され石室も破壊を受けているほか、1975年（昭和50年）に発掘調査が実施されている。
墳形は前方後円形または円形で、前方後円墳であれば墳丘長35メートルで前方部を北方向に向け、円墳であれば直径22メートルを測る。墳丘外表で埴輪は認められないが、一部で葺石が認められる。埋葬施設は両袖式の横穴式石室で、南西方向に開口する。玄室奥壁には石棚を付すという特徴を示す。石室内には玄室の組合式家形石棺1基（初葬）のほか、羨道の組合式箱形石棺1基・その他の木棺4基（いずれも追葬）の計6基の埋葬が認められ、石室内からは副葬品も多数検出されている。
築造時期は、古墳時代後期の6世紀後半-末頃と推定される。奈良県内では石棚付石室の3番目の確認例であるが、他2基はいずれも石棚付石室が濃密に分布する紀の川の流域に所在し、奈良県北部では本古墳が唯一の例になる。付近に鎮座する平群坐紀氏神社（平群町上庄）を考え合わせて紀の川下流域の古代豪族の紀氏との関連性を指摘する説や、南の烏土塚古墳（平群町春日丘）と合わせて平群氏との関連性を指摘する説が挙げられている。
古墳域は1975年（昭和50年）に奈良県指定史跡に指定され、出土品は1980年（昭和55年）に奈良県指定有形文化財に指定されている。

## 遺跡歴
- 戦後、石室上部を欠失[1]。
- 1972年（昭和47年）、踏査により確認[2]。
- 1975年（昭和50年）
  - 発掘調査（奈良県立橿原考古学研究所、1977年に報告書刊行）。
  - 3月31日、奈良県指定史跡に指定[6]。
- 1980年（昭和55年）3月28日、出土品が奈良県指定有形文化財に指定[7]。

## 埋葬施設

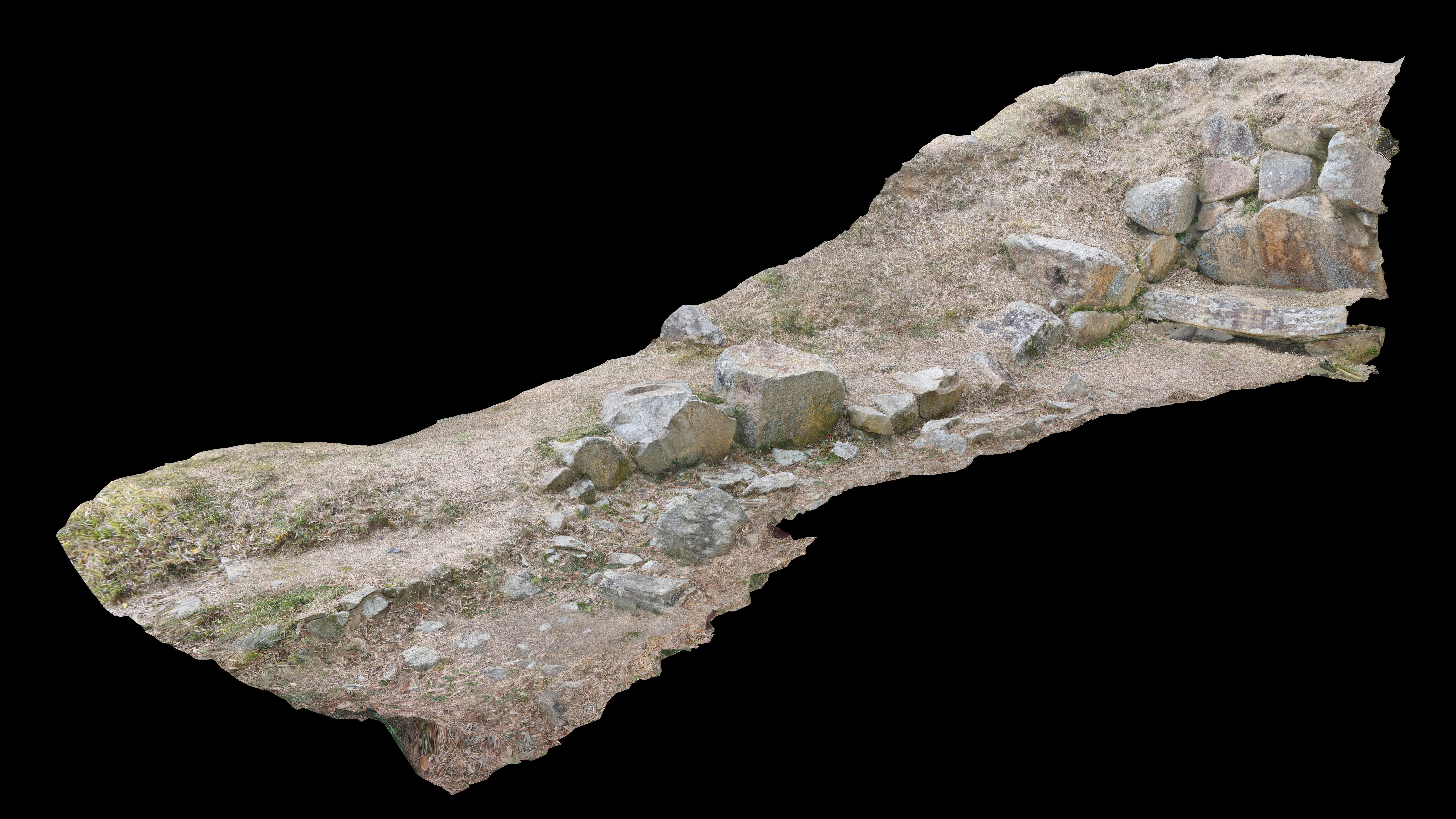
石室パース図

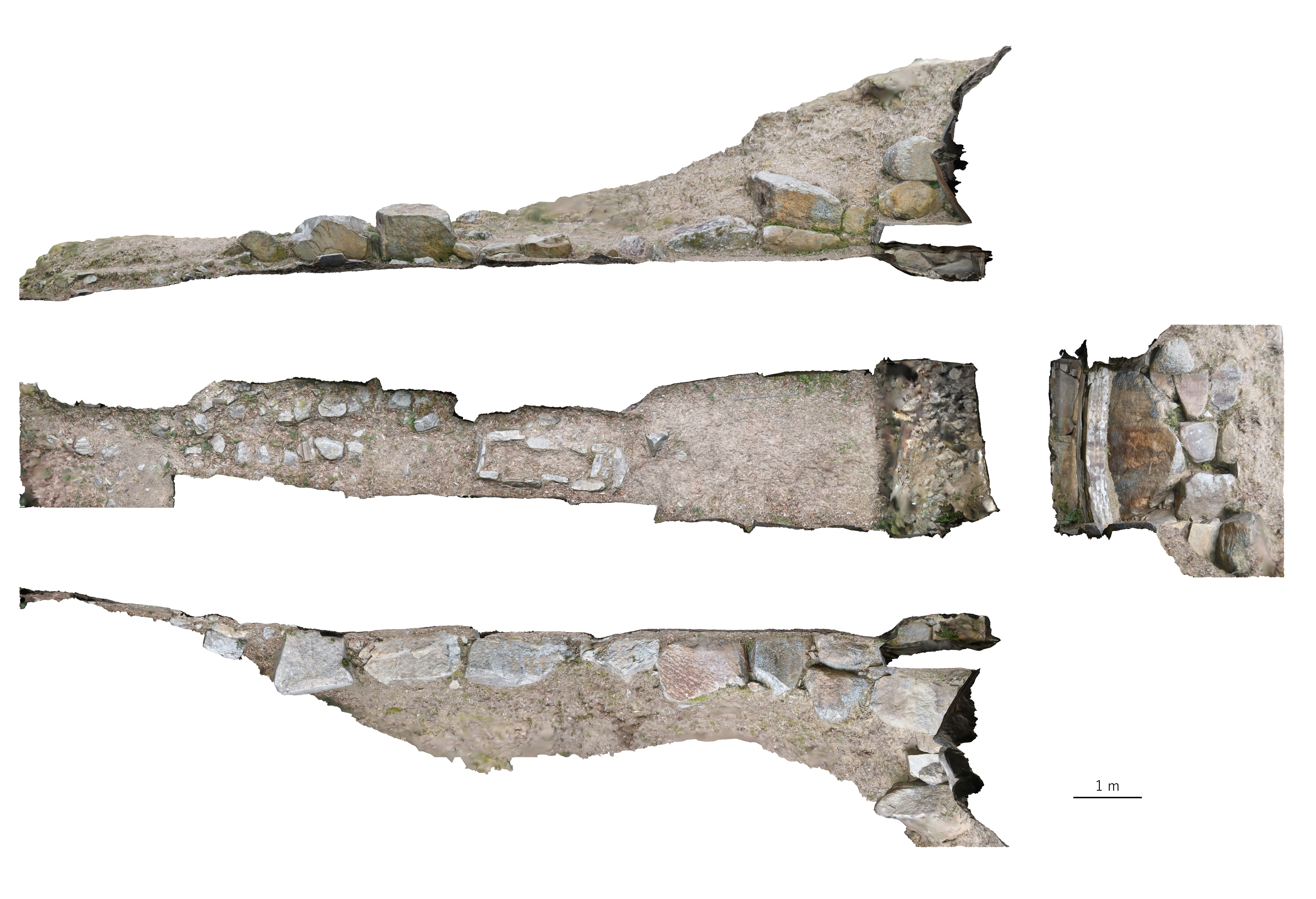
石室展開図

埋葬施設としては両袖式横穴式石室が構築されており、南西方向に開口する。石室の規模は次の通り。
- 石室全長：約12メートル[2]
- 玄室：長さ4.9メートル、幅2.4メートル、高さ約3.15メートル
- 羨道：長さ7メートル、幅1.3-1.4メートル

石室の石材は花崗岩。現在は上半を欠失し、奥壁のみが高さを保つ。玄室奥壁には、床面から高さ0.7メートルという低い位置に石棚（奥行1.3メートル）を付す。石棚は紀の川下流域に濃密に分布する石室構造であるが、奈良県内で石棚を付す石室は、本古墳のほか槇ヶ峯古墳（大淀町）・岡峯古墳（下市町）の3例のみになる。
石室内では、玄室の西寄りに凝灰岩製の組合式家形石棺、東寄りに木棺、石棚上下に木棺各1、羨道の玄室寄りに組合式箱形石棺、羨門寄りに木棺の計6基の棺が確認されている。このうち玄室の石棺が初葬とされ、周囲から多くの副葬品が検出されている。

石室俯瞰図
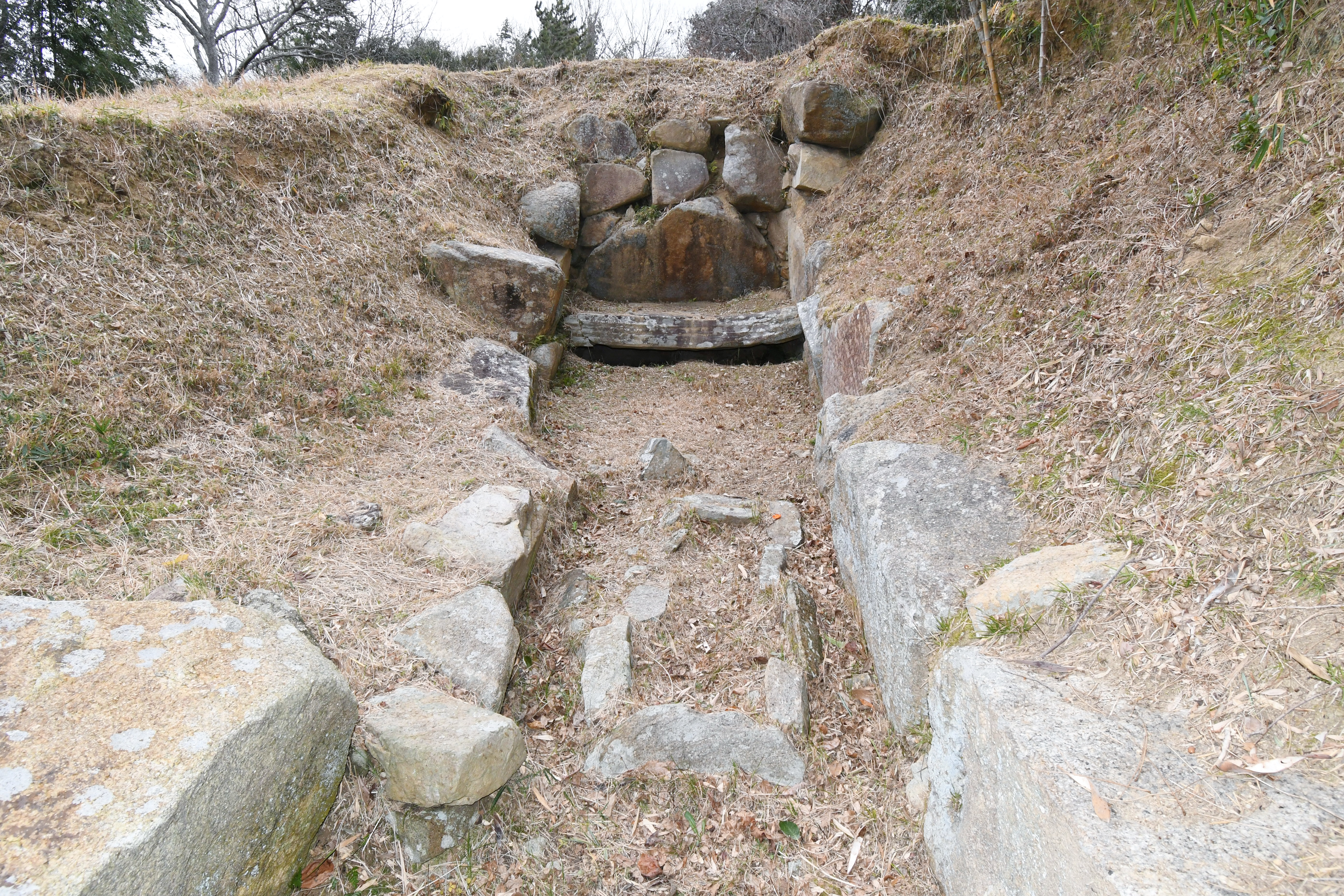
玄室・羨道（奥壁方向）
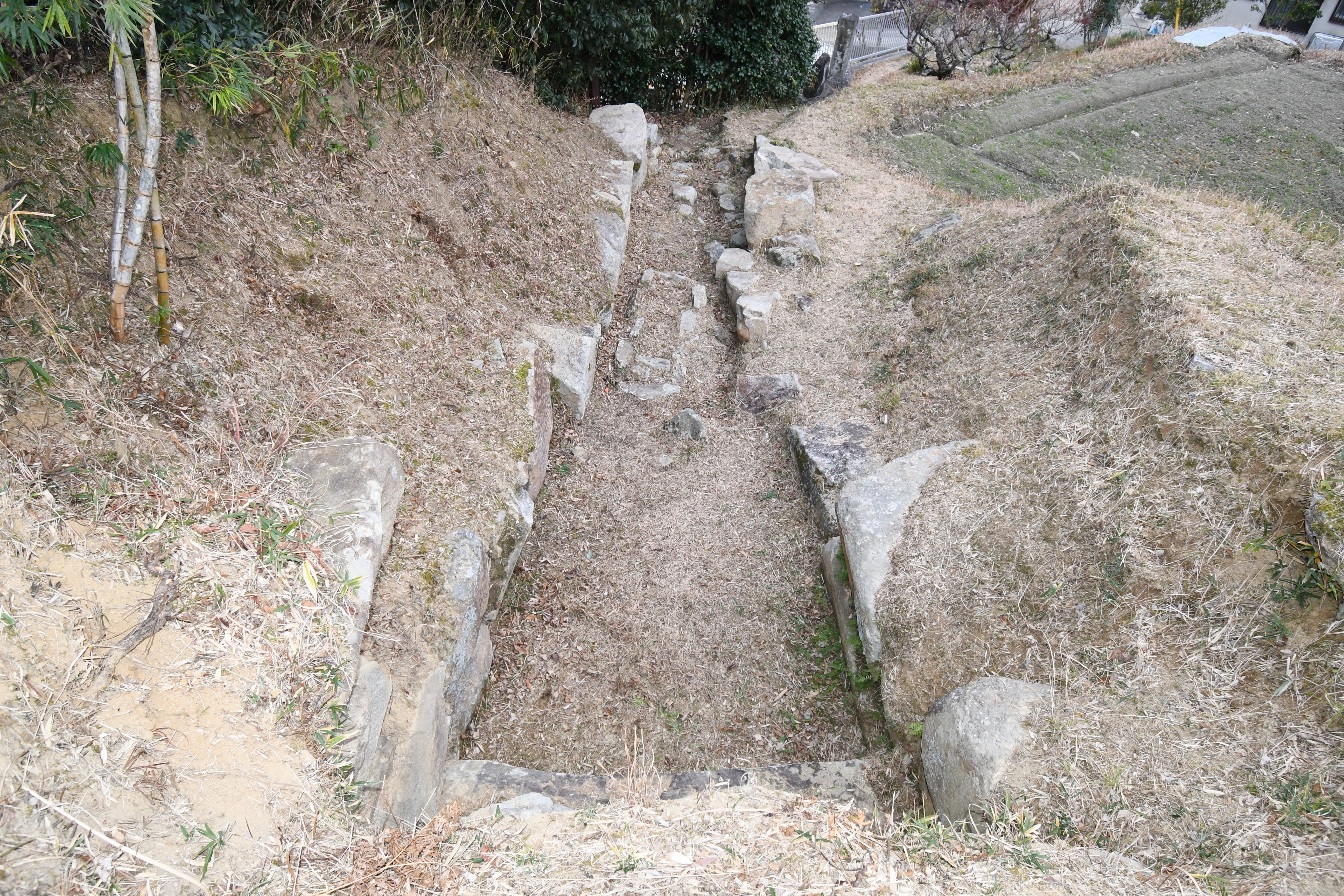
玄室・羨道（開口部方向）
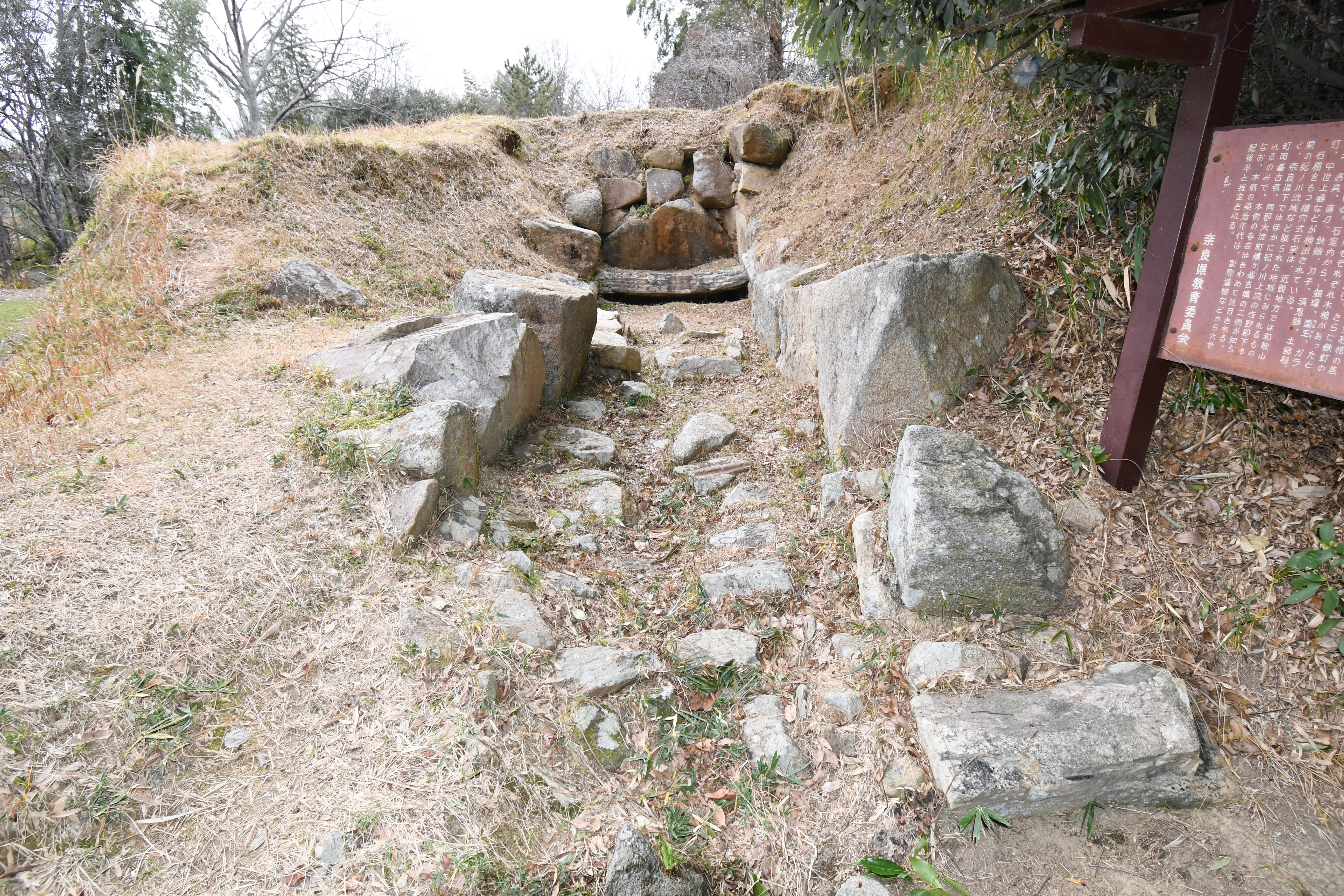
開口部
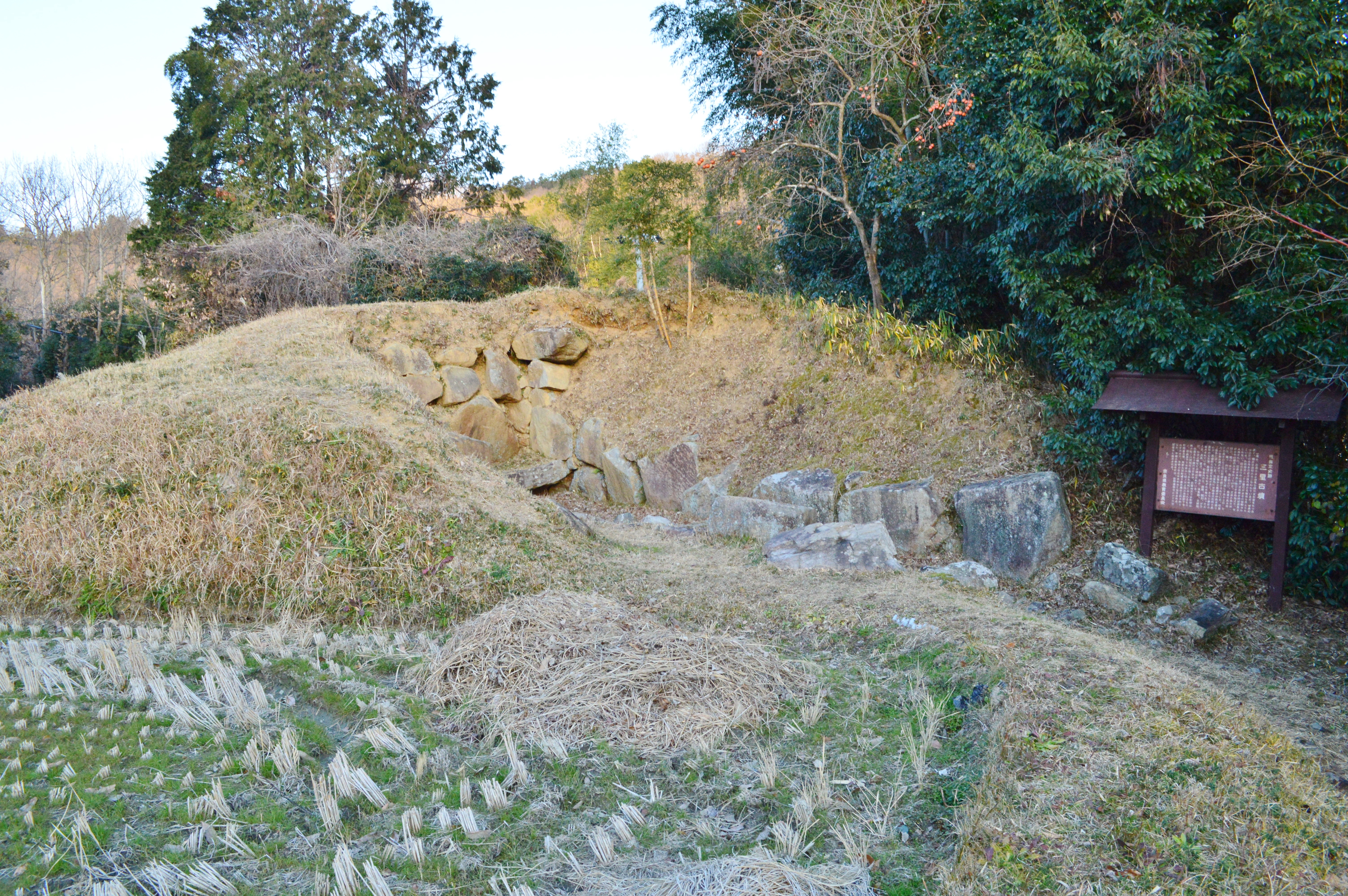
墳丘

## 出土品

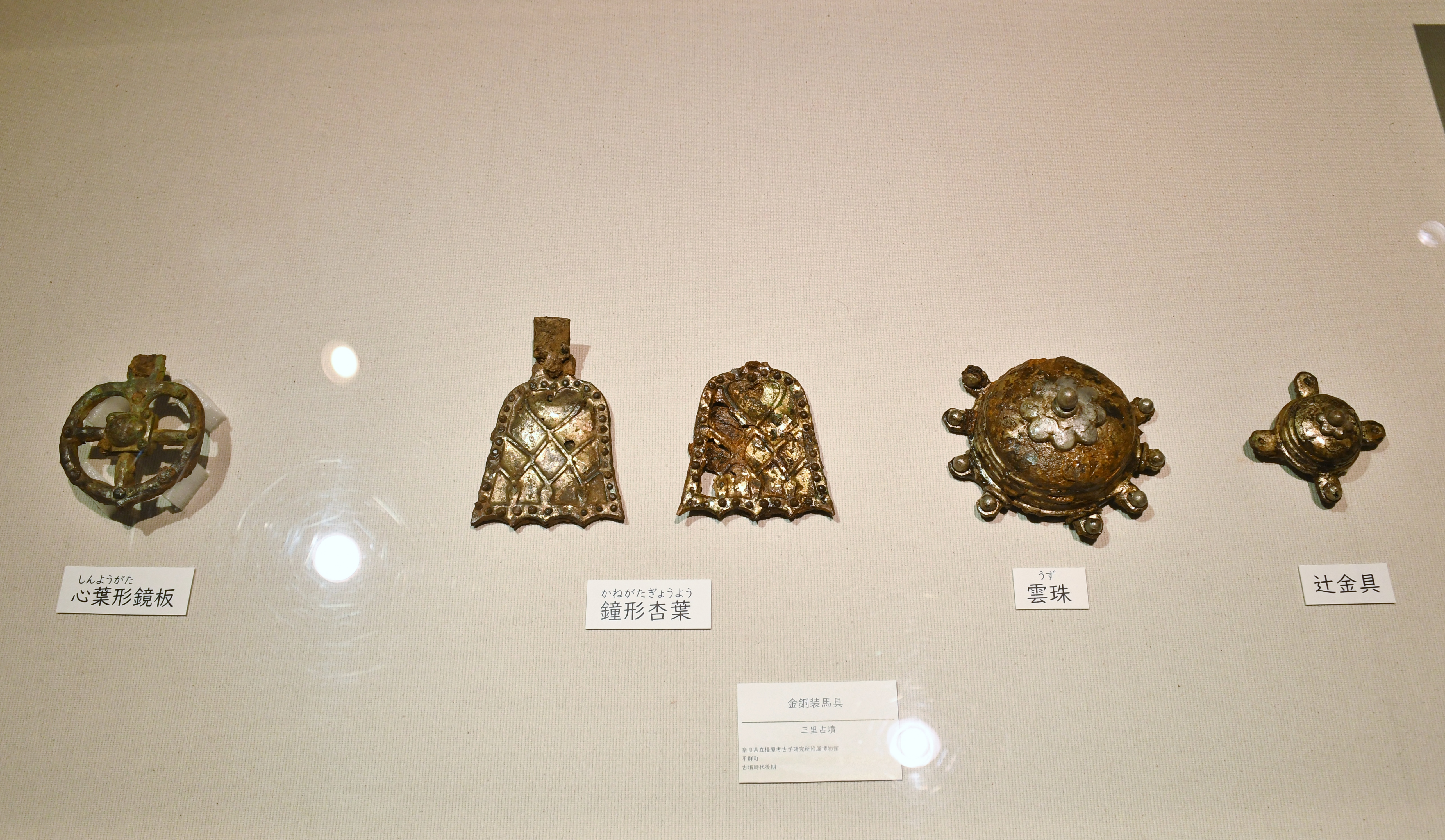
金銅装馬具和歌山県立紀伊風土記の丘企画展示時に撮影。

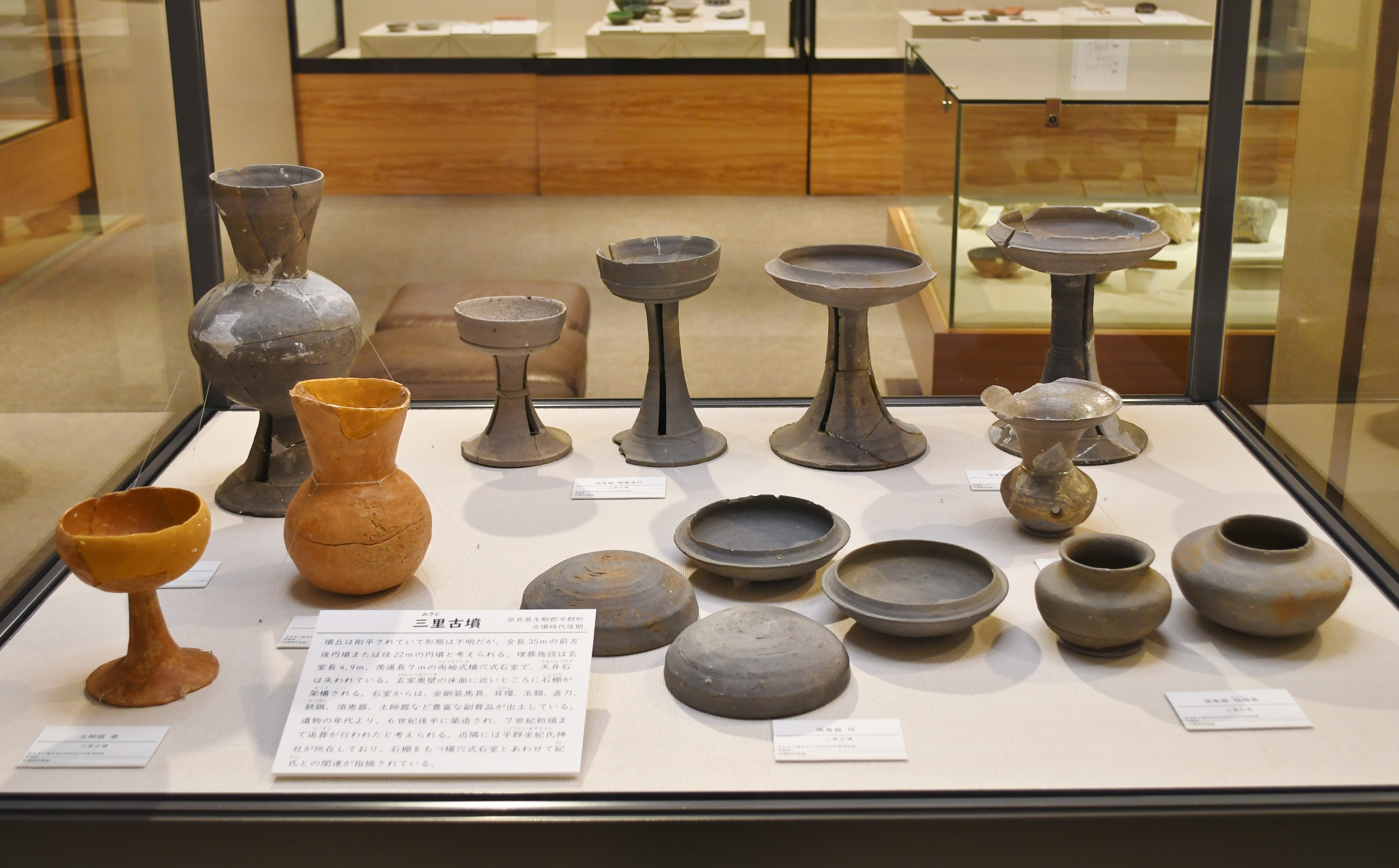
須恵器・土師器和歌山県立紀伊風土記の丘企画展示時に撮影。

副葬品の多くは盗掘によって失われている。発掘調査で検出された副葬品は次の通り。
| 装身具 | 金環2 ガラス小玉67 琥珀棗玉2 |
| 武器   | 直刀1 鉄鏃10以上 刀子5 |
| 工具   | 鉄斧1 |
| 馬具   | 金銅装鞍金具1 鉄製鞖金具2 壺鐙1 金銅装鐘形鏡板板付轡1 金銅装心葉形鏡板付轡1 金銅装鐘形杏葉9 金銅装雲珠2 金銅装辻金具17 鉸具4 飾金具4 |
| 土器   | 須恵器122 土師器23 瓦器6 青磁1 羽釜3                                                                                                 |
| その他 | 銅銭2 土製鈴1 |

副葬品のうち特に馬具は優品になる。豪華な飾り馬具のセット、高い装飾性の実用的馬具のセットの計2セットが確認され、被葬者が2セットを使い分けた様子が示唆される。

## 文化財

### 奈良県指定文化財
- 有形文化財
  - 三里古墳出土品（考古資料） - 奈良県立橿原考古学研究所附属博物館保管。1980年（昭和55年）3月28日指定[7]。
- 史跡
  - 三里古墳 - 1975年（昭和50年）3月31日指定[6][1]。

## 関連施設
- 奈良県立橿原考古学研究所附属博物館（橿原市畝傍町） - 三里古墳の出土品を保管。

## 関連文献
（記事執筆に使用していない関連文献）
- 奈良県立橿原考古学研究所 編『平群・三里古墳 -付岡峯古墳・槙ヶ峯古墳-（奈良県史跡名勝天然記念物調査報告 第33冊）』奈良県教育委員会、1977年。